# Židovice (Libčeves)
Židovice jsou malá vesnice, část obce Libčeves v okrese Louny. Nachází se asi 1,5 km na východ od Libčevsi. Prochází zde silnice II/249. V roce 2011 zde trvale žilo 55 obyvatel.

## Název
Název vesnice je odvozen z osobního jména Žid ve významu ves lidí Židových. V historických pramenech se objevuje ve tvarech: in Zydowiczich (1381), Zidouicz (1406), in Zydowicz (1412), in Zidowicich (1463), Zidowicze (1543), Židovice (1654), Schidowitz (1787), Schiedowitz (1833) a Židovice nebo německy Schidowitz (1848).

## Historie
První písemná zmínka o vesnici pochází z roku 1381.

## Přírodní poměry
Židovice leží v katastrálním území Židovice u Hnojnic o rozloze 3,21 km².
Studna ve dvoře bývalého státního statku je zdrojem hořké, vápenato-hořečnaté vody. Podle rozboru z roku 1969 byla celková mineralizace vody 2,7 g·l−1. Kromě jiných látek obsahovala v jednom litru 174,3 mg vápníku, 196,5 mg hořčíku, 278 mg sodíku a 182 mg draslíku.

## Obyvatelstvo
Při sčítání lidu v roce 1921 zde žilo 148 obyvatel (z toho sedmdesát mužů), z nichž bylo padesát Čechoslováků, 97 Němců a jeden cizinec. Kromě dvou evangelíků a 21 členů církve československé byli římskými katolíky. Podle sčítání lidu z roku 1930 měla vesnice 190 obyvatel: 114 Čechoslováků, 75 Němců a jednoho cizince. Převládala římskokatolická většina, ale žil zde také jeden evangelík, 25 členů československé církve, jeden příslušník jiných nezjišťovaných církví a třináct lidí bez vyznání.
|                                                                                | 1869 | 1880 | 1890 | 1900 | 1910 | 1921 | 1930 | 1950 | 1961 | 1970 | 1980 | 1991 | 2001 | 2011 | 2021 |
| ------------------------------------------------------------------------------ | ---- | ---- | ---- | ---- | ---- | ---- | ---- | ---- | ---- | ---- | ---- | ---- | ---- | ---- | ---- |
| Obyvatelé                                                                      | 205  | 200  | 167  | 177  | 161  | 148  | 190  | 131  | 118  | 89   | 60   | 53   | 40   | 55   | 49   |
| Domy                                                                           | 34   | 37   | 37   | 38   | 36   | 35   | 37   | 40   | —    | 27   | 24   | 26   | 30   | 32   | 33   |
| Počet domů z roku 1961 je zahrnut v celkovém počtu domů místní části Hnojnice. |      |      |      |      |      |      |      |      |      |      |      |      |      |      |      |

## Obecní správa
Při sčítání lidu v letech 1869–1921 Židovice byly osadou obce Libčeves, se kterým patřil nejprve do okresu Teplice, ale v letech 1900–1921 v okrese Duchcov. V letech 1930–1950 byly samostatnou obcí, se kterým patřily nejprve do okresu Duchcov, ale v roce 1950 v okrese Bílina. V letech 1961–1977 byly částí obce Hořenec v okrese Louny. Od 31. října 1977 jsou znovu částí obce Libčeves v okrese Louny.

## Pamětihodnosti
- Krucifix u kaple
- Venkovská usedlost čp. 6
- Venkovská usedlost čp. 7

## Galerie

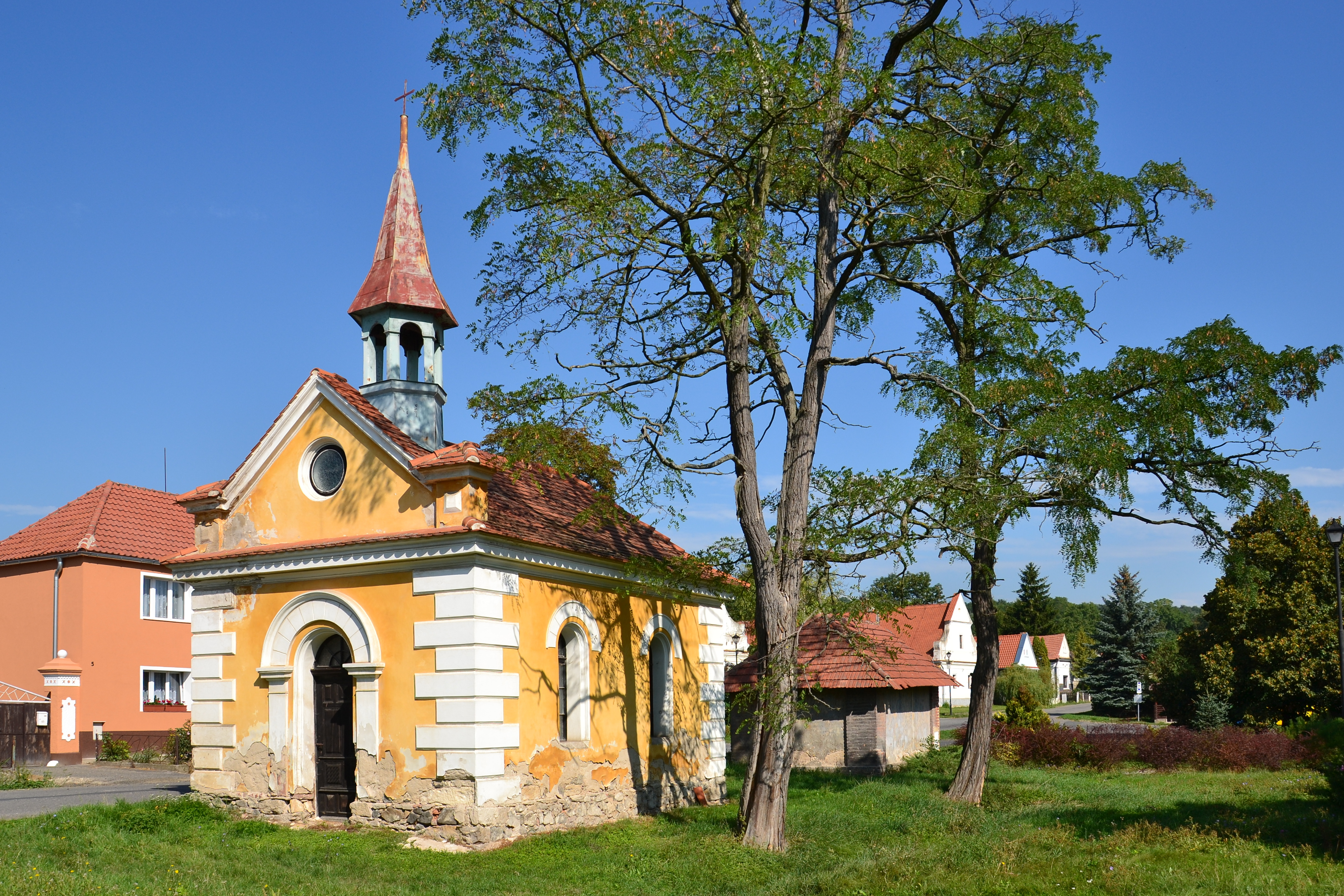
Kaple
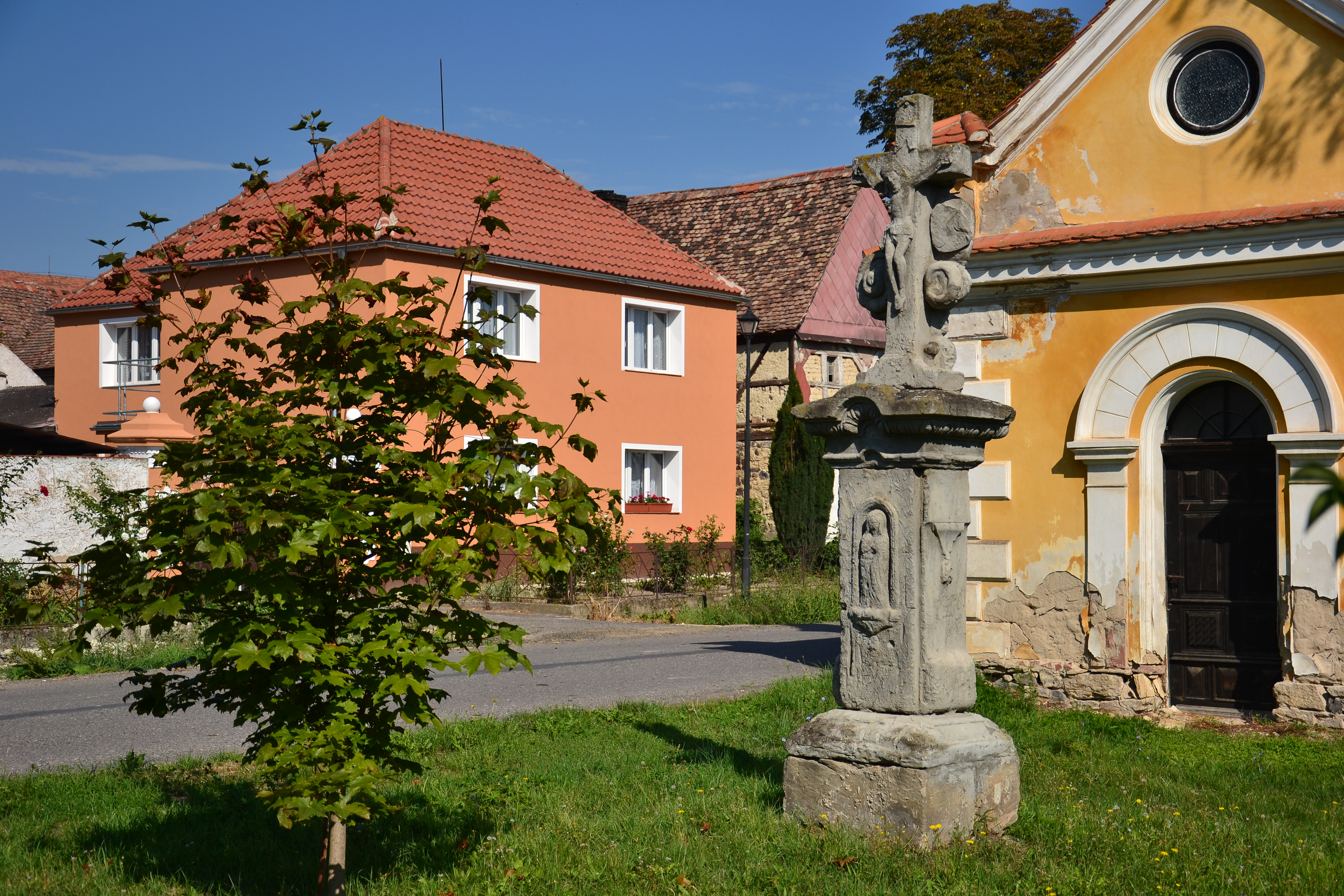
Kříž před kaplí
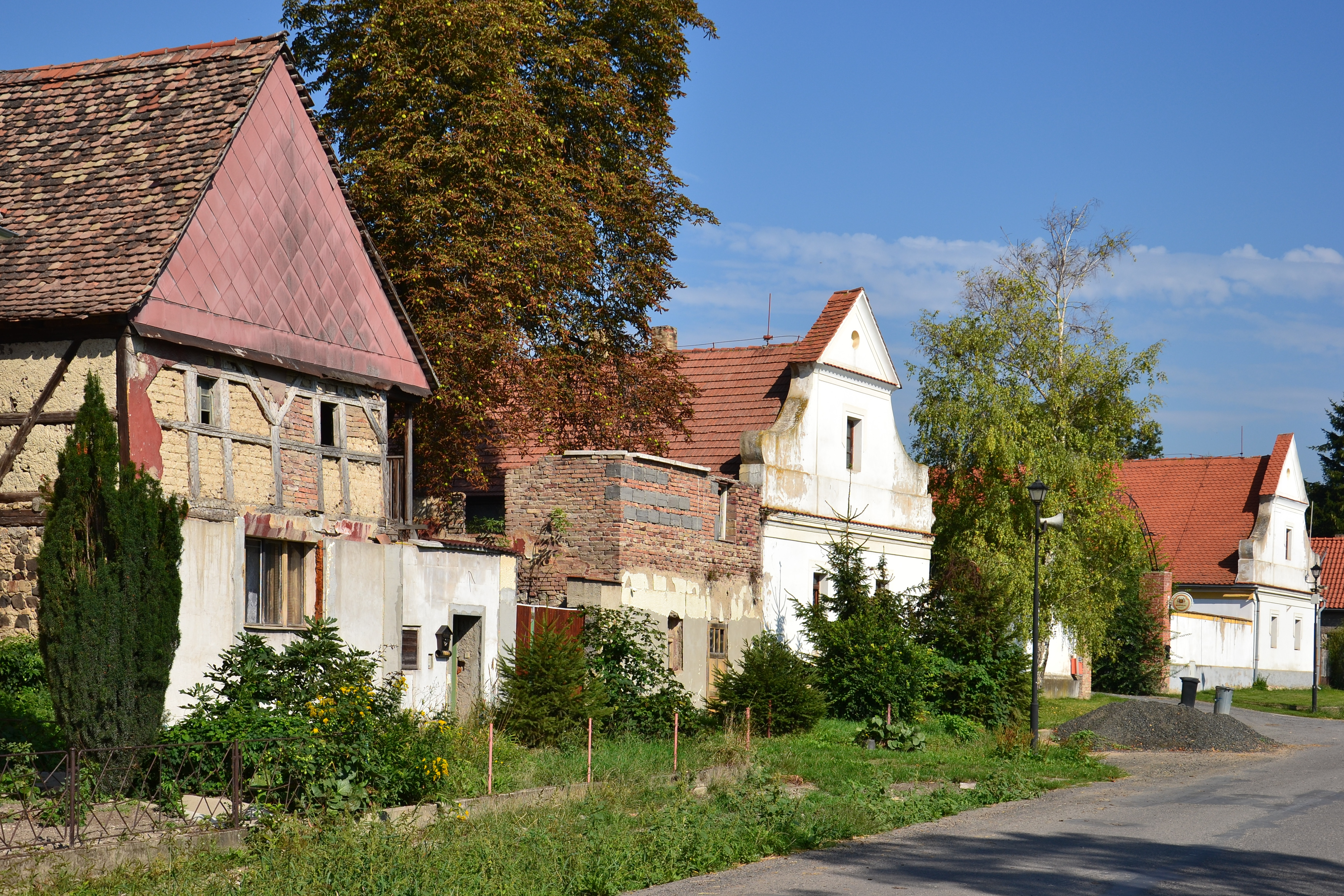
Usedlost čp. 6
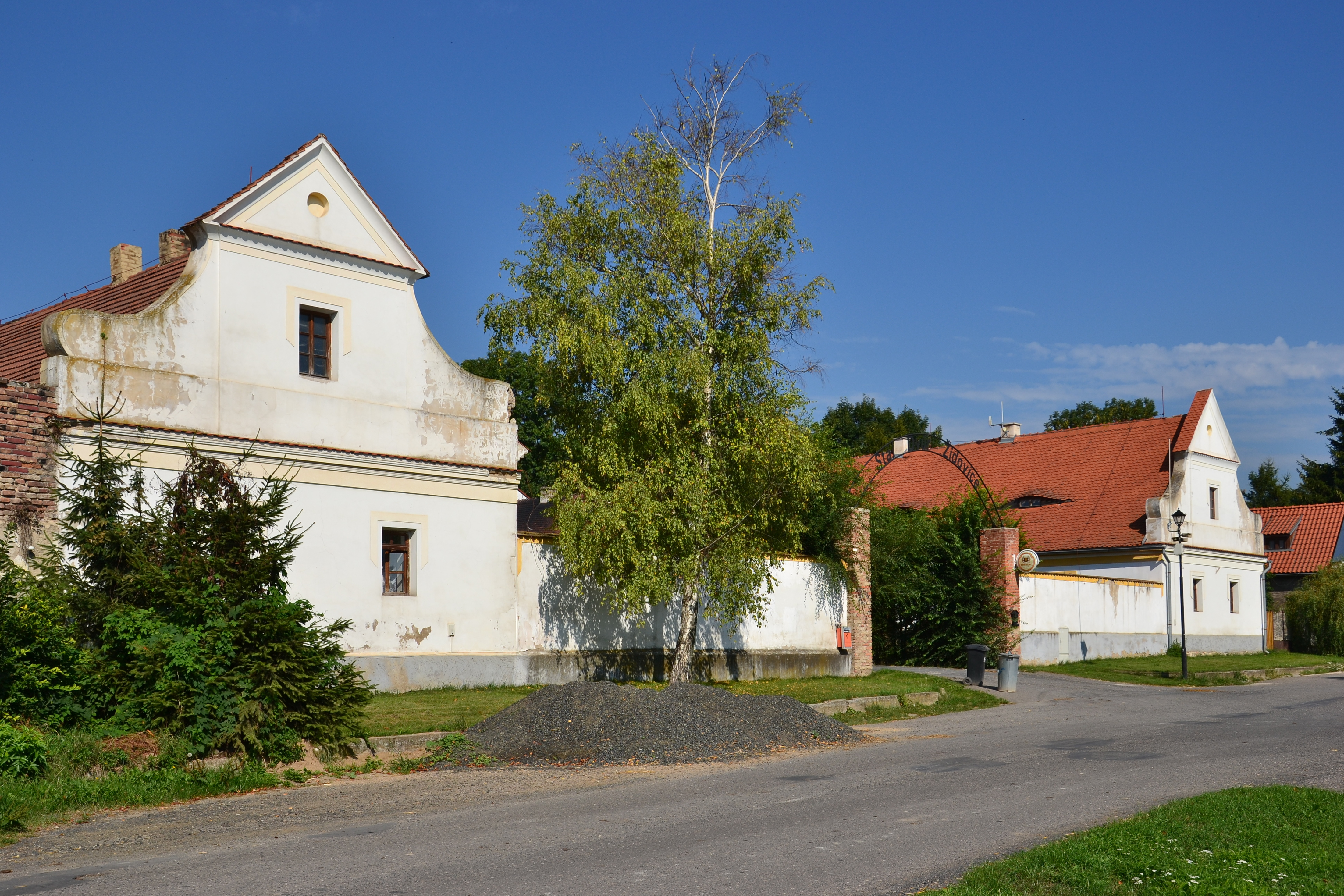
Usedlost čp. 7